# Crowbar (альбом)
Crowbar — студийный альбом группы Crowbar, вышедший в 1993 году на лейбле Pavement Records. Продюсер альбома, друг детства основателя Crowbar Кирка Уиндстейна и вокалист группы Pantera Фил Ансельмо.

## Об альбоме
Диск записан в Новом Орлеане в 1992 году на независимом лейбле Pavement Records (ныне не существующем). Crowbar был продан тиражом 100 000 экземпляров. Синглы «All I Had (I Gave)» и «Existence Is Punishment» показывали на MTV и получили международное внимание. 

## Клипы
На композиции: «All I Had (I Gave)» и «Existence Is Punishment». Оба этих клипа появились в американском мультсериале «Бивис и Баттхед».

## Список композиций
1. «High Rate Extinction» — 2:44
2. «All I Had (I Gave)» — 3:11
3. «Will That Never Dies» — 3:56
4. «Fixation» — 3:46
5. «No Quarter» (кавер-версия песни Led Zeppelin) — 4:30
6. «Self-Inflicted» — 2:45
7. «Negative Pollution» — 3:11
8. «Existence Is Punishment» — 4:29
9. «Holding Nothing» — 3:13
10. «I Have Failed» — 4:22

## Участники записи
- Кирк Уиндстейн — гитара, вокал
- Мэтт Томас — гитара
- Тод Стрэндж — бас-гитара
- Крэйг Нуненмахер — барабаны